# Prime Cup Aberto de São Paulo 2009
L'Aberto de São Paulo 2009 è stato un torneo professionistico di tennis maschile giocato sul cemento, che faceva parte dell'ATP Challenger Tour 2009. Si è giocato a San Paolo in Brasile dal 5 all'11 gennaio 2009.

## Partecipanti

### Teste di serie
| Nazionalità | Giocatore       | Ranking* | Testa di serie |
| ----------- | --------------- | -------- | -------------- |
| Brasile     | Marcos Daniel   | 87       | 1              |
| Argentina   | Brian Dabul     | 103      | 2              |
| Cile        | Paul Capdeville | 111      | 3              |
| Brasile     | Thiago Alves    | 113      | 4              |
| Argentina   | Leonardo Mayer  | 115      | 5              |
| Argentina   | Sergio Roitman  | 118      | 6              |
| Germania    | Benjamin Becker | 129      | 7              |
| Uruguay     | Pablo Cuevas    | 142      | 8              |

- Ranking al 28 dicembre 2008.

### Altri partecipanti
Giocatori che hanno ricevuto una wild card:
- Eric Gomes
- Nicolás Santos
- Flávio Saretta
- Daniel Silva

Giocatori passati dalle qualificazioni:
- Rafael Camilo
- Harel Levy
- Frédéric Niemeyer
- Izak van der Merwe

## Campioni

### Singolare
- Ricardo Mello ha battuto in finale  Paul Capdeville con il punteggio di 6–2, 6–4

### Doppio
- Carlos Berlocq /  Leonardo Mayer  hanno battuto in finale  Mariano Hood /  Horacio Zeballos con il punteggio di 7–6(1), 6–3